# John Densmore
Pour les articles homonymes, voir Densmore.
John Densmore, né le 1er décembre 1944 à Los Angeles, est le batteur du groupe The Doors dont il fut membre de 1965 à 1973.

## Biographie

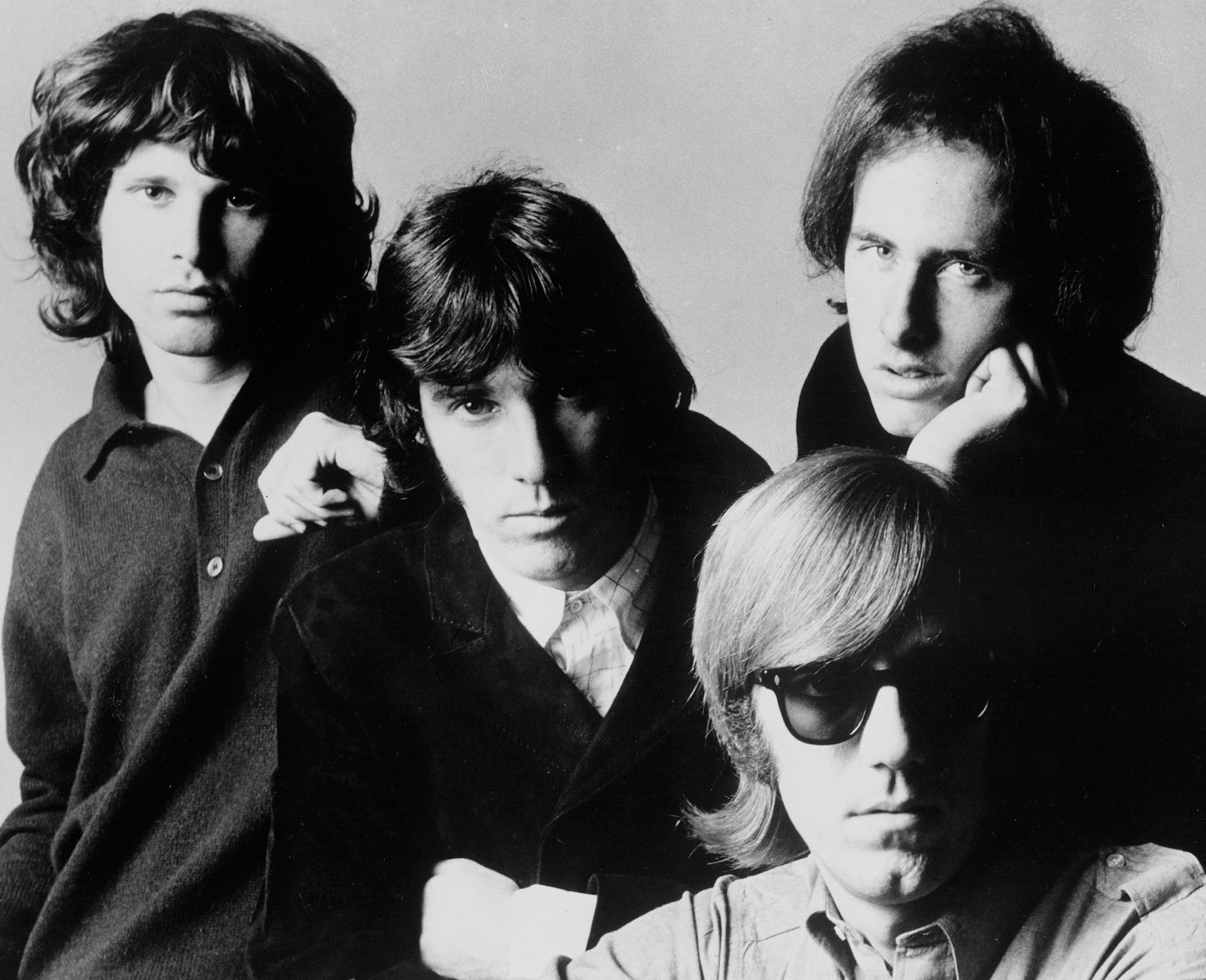
The Doors 1968, Jim Morrison, John Densmore, Robby Krieger et Ray Manzarek.

C'est au cours d'une conférence sur la Méditation transcendantale que Ray Manzarek rencontre le guitariste Robby Krieger et le batteur John Densmore, celui-ci avait payé trente-cinq dollars pour un mantra personnalisé. « Il n'y aurait pas eu les Doors sans Maharishi » dit Densmore, qui se rappelle le gourou « ce mec androgyne sorti de petits contes de fées étranges » et de qui émanait une « vibration d'amour palpable ».
Densmore à ses débuts est un talentueux batteur de jazz. Il grandit dans la région de Los Angeles. Ses influences sont diverses : les Beatles, Jimmy Reed et les plus grands jazzmen. Ses qualités à la batterie s'épanouissent au sein des Doors avec des rythmes endiablés et mystiques. Il assure le tempo des phases théâtrales durant lesquelles se succèdent les poèmes et incantations de Jim Morrison. Quelque peu effacé par la notoriété de Jim Morrison, tout comme les autres membres des Doors, il n'en demeure pas moins un musicien hors norme avec une place prépondérante au sein du groupe.
En 1991, il sort son autobiographie Riders on The Storm, le nom d'une des chansons des Doors. Membre actif d'Amnesty International durant les années 1970, il milite désormais pour l'écologie et le respect des minorités ethniques. 
Densmore s'est souvent confronté aux deux autres membres survivants des Doors, qu'il accuse de dilapider l'héritage et la philosophie originelle des Doors. Il s'est ainsi opposé en 2002, à l'utilisation par Cadillac de Break on Through (To the Other Side) pour quinze millions de dollars, à cause de ses positions sur l'environnement et a refusé l'utilisation d'une chanson par Apple pour quatre millions de dollars. Il a également interdit aux deux autres membres d'utiliser le nom de The Doors .